# サクラネチン
サクラネチン(Sakuranetin)は、フラバノンの一種である。キク科のSmallanthus fruticosusやコメに含まれ、イネいもち病菌の胞子発芽に対するファイトアレキシンとして働く。

## 配糖体
サクラニンは、サクラネチンの-O-グルコシドである。

## 代謝
- 生合成

ナリンゲニン-7-O-メチルトランスフェラーゼは、ナリンゲニンを基質とし、S-アデノシルメチオニンをメチル基供与体としてサクラネチンを生成する。
- 生分解

サクラネチンのような7位がメトキシル化したフラバノンは、モデル生物のCunninghamella elegansで見られるように、硫酸化の後に脱メチル化する。